# Neaetha absheronica
Neaetha absheronica là một loài nhện trong họ Salticidae.
Loài này thuộc chi Neaetha. Neaetha absheronica được Dmitri Viktorovich Logunov & Guseinov miêu tả năm 2002.